# 歷代帝王年表
《歷代帝王年表》，清代关于中国历史帝王年表的书籍，有三种。
- 齐召南撰歷代帝王年表。不分卷。上始五帝三王，下迄明洪武。三代以上以世列表，秦六国之下以年列表，按年标举重要史事，如同后来的大事年表。以朝代自为起迄，首《三王五帝三代表》与《秦六国年表》为合表，自秦以下则每个朝代为一表，而附录当时其他并立之国，如《晋、东晋年表》之下，附以《十六国表》，条理清晰。道光四年（1824年）扬州阮福据《通鉴辑览》所载纲目，续写明代，止于崇祯十七年（1644年）。
- 安清翘撰歷代帝王年表，成于道光初年。以表式记载中国历史纪年，上始唐尧，下迄道光，一年一格，便于检索。民国十一年（1922年）《垣曲安氏三先生遗稿》本。
- 黄大华撰歷代帝王年表，一卷。上始唐尧，下迄清光绪，记载历代帝王正统闰统，以干支为经，朝代为纬。农民起义及地方割据政权有世系可考者，也备载于纪元之下，其所据之地为清代某府某县也部分注出。又以古今年号多相同者，撰《纪元同异考略》一卷，并推所自出，附以世表。末附《纪元目录歌》，以首一字为字头，共一百四十五字。